# EBNF
EBNF（Extended Backus–Naur Form）とは、文脈自由文法を表現するメタ文法記法であり、コンピュータのプログラミング言語や形式言語の形式的表現として使われる。バッカス・ナウア記法 (BNF) の拡張であり、拡張バッカス・ナウア記法とも呼ばれるが、ABNF（Augmented Backus-Naur Form）も同じ訳語となるため、区別するためあえて EBNF としている。
ニクラウス・ヴィルトが最初に開発した。EBNF の標準化されたものとして ISO-14977 などがある。

## 基本
プログラムのソースコードは、終端記号で構成される。終端記号は、具体的な文字や数字や記号で構成される。
EBNF は、非終端記号に対応する記号列を指示する生成規則によって定義される。
```
 
digit excluding zero 
=
 
"1"
 
|
 
"2"
 
|
 
"3"
 
|
 
"4"
 
|
 
"5"
 
|
 
"6"
 
|
 
"7"
 
|
 
"8"
 
|
 
"9"
 
;

 
digit                
=
 
"0"
 
|
 
digit excluding zero 
;

```

この生成規則では、非終端記号 "digit" が左辺に定義されている。バーティカルバーは、その前後にある終端記号や非終端記号のいずれかが選択されることを示す。また、終端記号は、終端文字を引用符で囲んである。従って、"digit" は 0 または digit excluding zero のどちらかであり、後者は 1 か 2、あるいは 9 までのいずれかになる。
生成規則は、終端記号や非終端記号の並びを含むこともでき、それらはコンマで区切られる。
```
 
twelve                          
=
 
"1"
 
,
 
"2"
 
;

 
two hundred one                 
=
 
"2"
 
,
 
"0"
 
,
 
"1"
 
;

 
three hundred twelve            
=
 
"3"
 
,
 
twelve 
;

 
twelve thousand two hundred one 
=
 
twelve 
,
 
two hundred one 
;

```

省略可能かつ繰り返し可能な部分は、中括弧 { … } で表される。
```
 
natural number 
=
 
digit excluding zero 
,
 
{
 
digit 
}
 
;

```

この場合、 1 も 2 も 10 も 12345 も natural number（自然数）として正しい文字列となる。つまり、中括弧で囲まれた部分はゼロ回以上の任意の回数繰り返すことができる。
省略可能な部分は大括弧 [ … ] で表される。
```
 
integer 
=
 
"0"
 
|
 
[
 
"-"
 
]
 
,
 
natural number 
;

```

この場合、integer（整数）はゼロ (0) か、natural number であり、natural number にはオプションでマイナス符号を前置することができる。
EBNF はこれらの他に、繰り返し回数を指定したり、一部生成規則の適用を除外したり、コメントを挿入したりといったことができる。

## ISO による拡張
ISO 14977 で標準化された EBNF では、拡張を可能とする2つのファシリティが述べられている。第一は EBNF 文法の一部として、疑問符で挟まれた任意のテキストを EBNF 標準の解釈範囲外とするものである。例えば、空白文字は以下のような規則で定義できる。
```
 
space 
=
 
? US-ASCII character 32 ?
;

```

第二は、EBNF では括弧を識別子（終端記号や非終端記号）に続けて配置することができないという事実を利用する。次の表現は EBNF としては正しくない。
```
 
something 
=
 
foo 
(
 
bar 
);

```

そこで、このような記法を EBNF の拡張として利用する。例えば、LISPの文法における function application は次の規則で定義される。
```
function application = list( symbol , { expression } );
```

## BNF を拡張する理由
BNF では、オプションや繰り返しを直接的に表現できないという問題があった。そのため、中間的な規則を定義したり、空（何も生成しない）とオプションの選択型の生成規則を定義したり、再帰的な規則で繰り返しを表したりしていた。同様の記法は EBNF でも利用可能である。
オプションは EBNF では次のように表される。
```
 
signed number 
=
 
[
 
sign 
]
 
,
 
number 
;

```

これを BNF スタイルで次のように表すこともできる。
```
 
signed number 
=
 
sign 
,
 
number 
|
 
number 
;

```

または
```
 
signed number 
=
 
optional sign 
,
 
number 
;

 
optional sign 
=
 
ε
 
|
 
sign 
;
 
(* ε は何も生成しないことをより明確に示すのに使われる *)

```

繰り返しは EBNF では次のように表される。
```
 
number 
=
 
{
 
digit 
}
 
;

```

これを BNF スタイルで次のように表すこともできる。
```
 
number 
=
 
digit 
|
 
number 
,
 
digit
;

```

## その他の追加・修正
EBNF は次のような BNF の欠陥を排除している。
- BNF は記号として (<, >, |, ::=) を使っている。定義対象の言語にもこれらの記号が使われている場合、BNF はそれを何かに置き換えて表現する必要があった。
- BNF では1つの規則を一行で表す必要があった。

EBNF はこれらの問題を次のように解決している。
- 終端記号は必ず引用符（"…" または '…'）で囲まれる。非終端記号を囲んでいた山括弧（"<…>"）は省略されている。
- 規則の最後にセミコロンなどの記号を付与して、規則の範囲を明確化している。

他にも様々な拡張がされているが、定義できる言語の範囲という意味では BNF に比べて「強力」というわけではない。実際、EBNF で定義可能な文法は、基本的に BNF でも表現できる。ただし、その場合 BNF での表現は非常に大きくなってしまう。
EBNF はISOが ISO/IEC 14977:1996(E) として標準化した。
BNF に何らかの拡張をしたものを EBNF と呼ぶこともある。例えば、W3C は XML の文法記述に 独自の EBNF を使っている。

## 別の例
代入文しかない単純なプログラミング言語を EBNF で定義した例を以下に示す。
```
 
(* a simple program in EBNF − Wikipedia *)

 
program 
=
 
'PROGRAM'
 
,
 
white space 
,
 
identifier 
,
 
white space 
,

            
'BEGIN'
 
,
 
white space 
,

            
{
 
assignment 
,
 
";"
 
,
 
white space 
}
 
,

            
'END.'
 
;

 
identifier 
=
 
alphabetic character 
,
 
{
 
alphabetic character 
|
 
digit 
}
 
;

 
number 
=
 
[
 
"-"
 
]
 
,
 
digit 
,
 
{
 
digit 
}
 
;

 
string 
=
 
'"'
 
,
 
{
 
all characters - 
'"'
 
}
 
,
 
'"'
 
;

 
assignment 
=
 
identifier 
,
 
":="
 
,
 
(
 
number 
|
 
identifier 
|
 
string 
)
 
;

 
alphabetic character 
=
 
"A"
 
|
 
"B"
 
|
 
"C"
 
|
 
"D"
 
|
 
"E"
 
|
 
"F"
 
|
 
"G"

                      
|
 
"H"
 
|
 
"I"
 
|
 
"J"
 
|
 
"K"
 
|
 
"L"
 
|
 
"M"
 
|
 
"N"

                      
|
 
"O"
 
|
 
"P"
 
|
 
"Q"
 
|
 
"R"
 
|
 
"S"
 
|
 
"T"
 
|
 
"U"

                      
|
 
"V"
 
|
 
"W"
 
|
 
"X"
 
|
 
"Y"
 
|
 
"Z"
 
;

 
digit 
=
 
"0"
 
|
 
"1"
 
|
 
"2"
 
|
 
"3"
 
|
 
"4"
 
|
 
"5"
 
|
 
"6"
 
|
 
"7"
 
|
 
"8"
 
|
 
"9"
 
;

 
white space 
=
 
? white space characters ?
 
;

 
all characters 
=
 
? all visible characters ?
 
;

```

この場合、文法的に正しいプログラムは次のようになる。
```
 PROGRAM DEMO1 
 BEGIN
   A0:=3;
   B:=45;
   H:=-100023;
   C:=A;
   D123:=B34A;
   BABOON:=GIRAFFE;
   TEXT:="Hello world!";
 END.

```

この言語は容易に制御構造や数式や入出力命令を持つように拡張できる。そうすると、小型の実用可能なプログラミング言語の仕様が完成する。
標準的な表記で使うよう提案されている文字を以下の表に示す。
| 用途       | 表記      |
| ---------- | --------- |
| 定義       | =         |
| 連結       | ,         |
| 終端       | ;         |
| 区切り     | \|        |
| オプション | [ ... ]   |
| 繰り返し   | { ... }   |
| グループ化 | ( ... )   |
| 二重引用符 | " ... "   |
| 一重引用符 | ' ... '   |
| コメント   | (* ... *) |
| 特殊文字列 | ? ... ?   |
| 例外       | -         |

## 慣例
1. 以下のような慣例が使われている。
- EBNF におけるそれぞれのメタ識別子（非終端記号）は、単語をハイフンで連結した形式で記述される。
- メタ識別子の名前が“-symbol”で終わっている場合、それは EBNF の終端記号に名前を付けたものと解釈できる。

2. EBNF で特別な意味を持つ文字とその優先順位は次の通り（上の方が優先順位が高い）。
```
* repetition-symbol
- except-symbol
, concatenate-symbol
| definition-separator-symbol
= defining-symbol
; terminator-symbol
```

3. 通常の優先順位は以下の括弧のペアで変更される。
```
´  first-quote-symbol            first-quote-symbol  ´
"  second-quote-symbol          second-quote-symbol  "
(* start-comment-symbol          end-comment-symbol *)
(  start-group-symbol              end-group-symbol  )
[  start-option-symbol            end-option-symbol  ]
{  start-repeat-symbol            end-repeat-symbol  }
?  special-sequence-symbol   special-sequence-symbol ?
```

以下の例は、様々な繰り返しの記法を示したものである。
```
aa = "A";
bb = 3 * aa, "B";
cc = 3 * [aa], "C";
dd = {aa}, "D";
ee = aa, {aa}, "E";
ff = 3 * aa, 3 * [aa], "F";
gg = {3 * aa}, "D";
```

この規則群から生成される終端文字列は以下のようになる。
```
aa: A
bb: AAAB
cc: C AC AAC AAAC
dd: D AD AAD AAAD AAAAD etc.
ee: AE AAE AAAE AAAAE AAAAAE etc.
ff: AAAF AAAAF AAAAAF AAAAAAF
gg: D AAAD AAAAAAD etc.
```

## 関連仕様
- W3Cは 異なる EBNF を使ってXMLの文法を示している。
- 英国規格協会は1981年に EBNF の標準として BS 6154 を発表した。
- IETFは RFC 5234 で定義された ABNF (Augmented BNF) を使っている。